# Nagasaki (zatoka)
Zatoka Nagasaki (jap. 長崎湾 Nagasaki-wan) – zatoka w Japonii, wcinająca się w zachodnie wybrzeże wyspy Kiusiu (Kyūshū), administracyjnie należy do prefektury Nagasaki.
Niewielka, otoczona górami, wąska zatoka, która otwiera się od zachodu na otwarte morze przybrzeżne Gotō-nada i Morze Południowochińskie, jest ważnym portem. Wraz z miastem Nagasaki i otaczającym ją regionem odegrała ważną rolę w historii Japonii w sferze ekonomicznej, społecznej, edukacyjnej i wewnętrznej politycznej. Zatoka służyła jako port łącznikowy:
- dla jednego z głównych ośrodków pracy misjonarzy chrześcijańskich;
- do wymiany handlowej pomiędzy Japonią a Holandią, jedynym krajem Zachodu, z którym była on dozwolona w okresie Edo (1603–1868), poprzez sztuczną wyspę o nazwie Dejima, po decyzji siogunatu Tokugawa o zamknięcia kraju (sakoku);
- do kontaktów japońsko-holenderskich, umożliwiających Japończykom poznanie i wykorzystanie szerokiej wiedzy Europejczyków w wielu dziedzinach (rangaku).

## Galeria

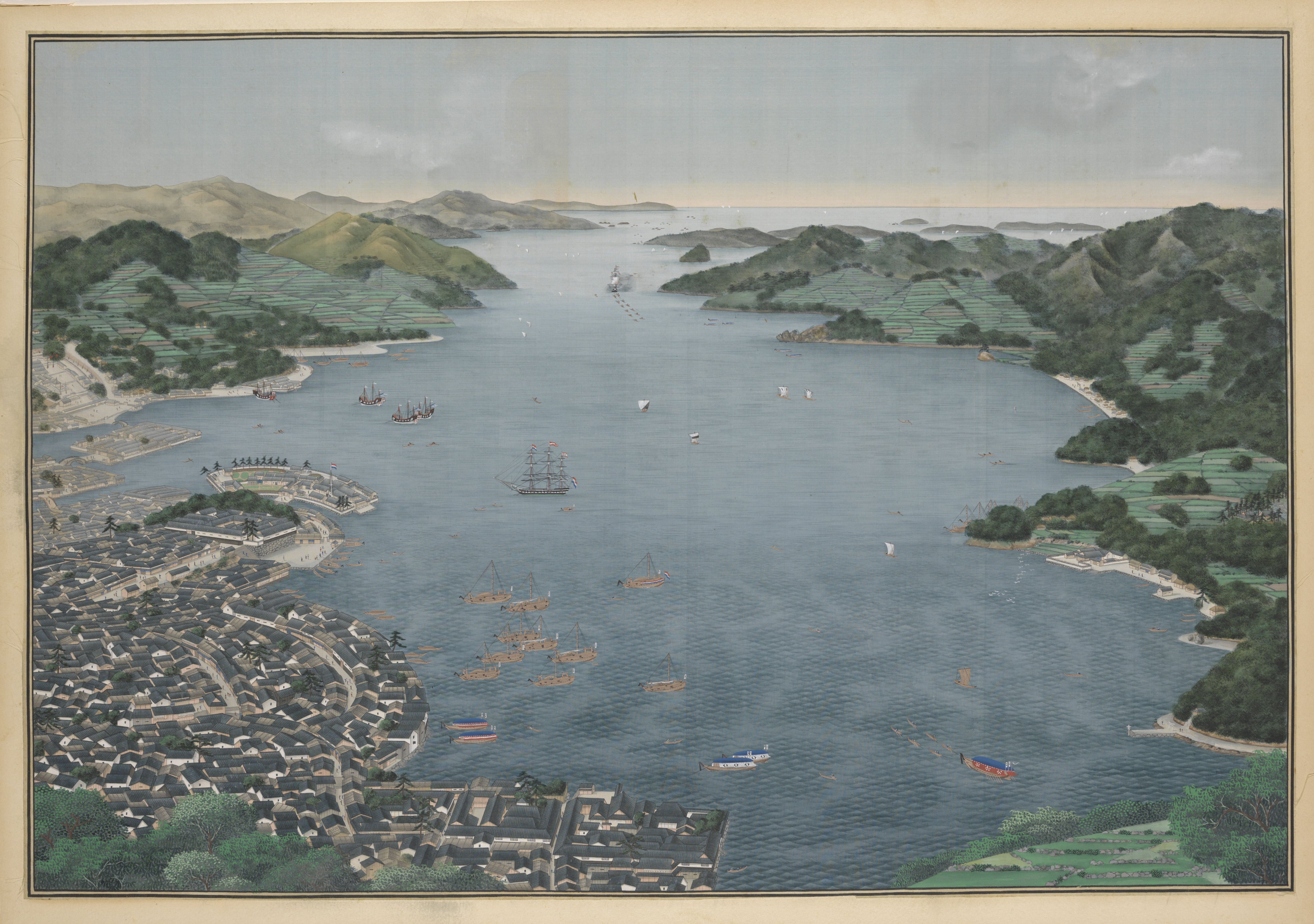
Keiga Kawahara (1786–1860?), miasto i zatoka Nagasaki, ok. 1833-1836
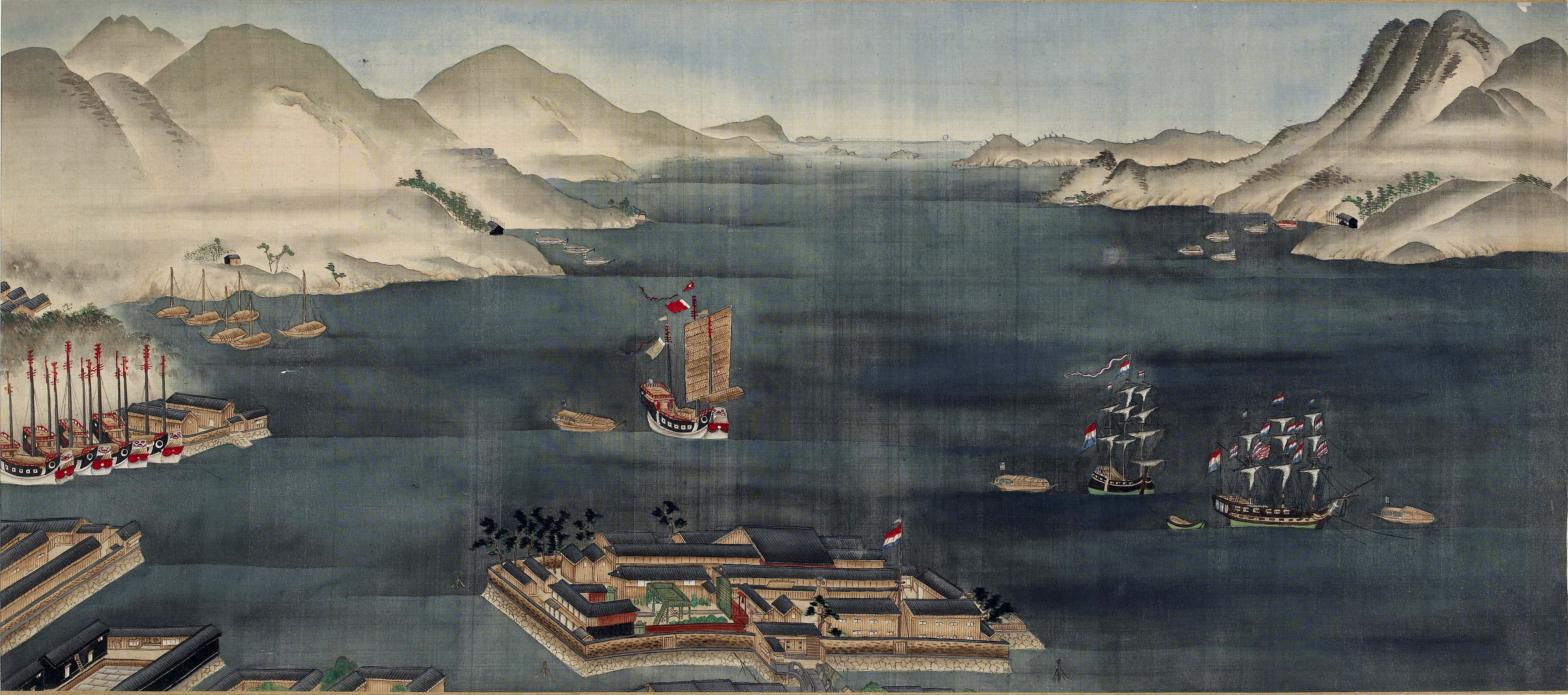
Wyspa Dejima (na pierwszym planie) w zatoce Nagasaki, między 1800 a 1825

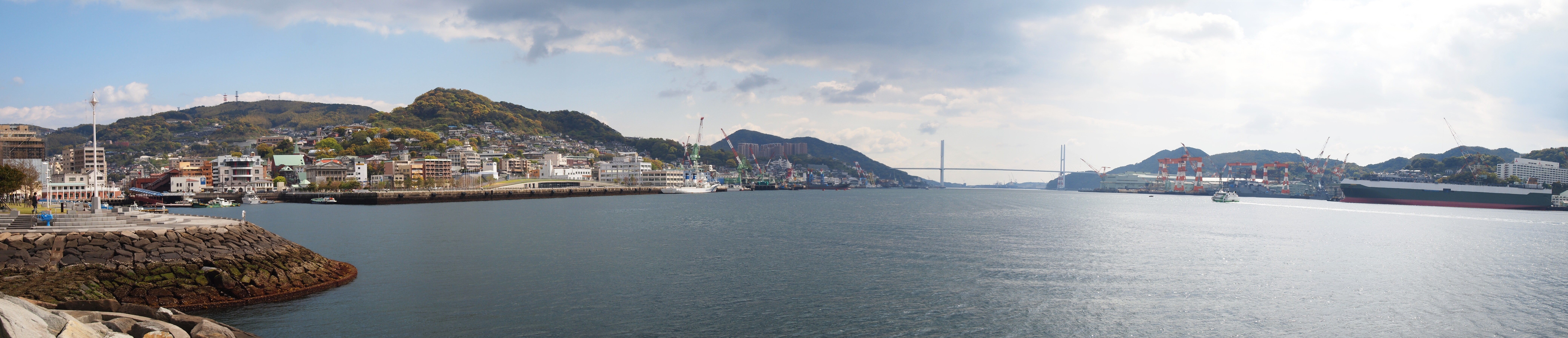
Współczesna panorama zatoki i portu, 2010 (w głębi most Megami)

## Zobacz także
- Prześladowanie chrześcijan w Japonii